# Obinna Nwaneri
Obinna Nwaneri (Lagos, 19 de março de 1982) é um futebolista nigeriano que joga na posição de zagueiro. Atualmente joga no FC Sion.
Seu nome, Obinna, significa "Pai do coração" em ibo.

## Carreira
Nwaneri representou o elenco da Seleção Nigeriana de Futebol no Campeonato Africano das Nações de 2010.

## Títulos
FC Sion
- Copa da Suíça: 2009